# Іскандер Фазіль Абдулович
Фазі́ль Абду́лович Ісканде́р (рос. Фази́ль Абду́лович Исканде́р; 6 березня 1929, м. Сухумі, Абхазія, Грузинська РСР, СРСР — 31 липня 2016, Москва) — абхазький письменник.
Найбільшу відомість отримав завдяки роману «Сандро з Чегема», у якому барвисто та іронічно описав життя людей Кавказького регіону у період від початку 20-го ст. до 1970-х років.
Деякі критики трактують напрямок творчості письменника як магічний реалізм. Свої твори писав російською мовою. Проживав у Москві.

## Життя та творчість
Батько майбутнього літератора був іранцем за походженням. 1938-го його було вислано з СРСР, тож хлопчик ріс у родичів по материнській (абхазькій) лінії.
Закінчив російську школу в Абхазії з золотою медаллю. Вступив до Московського Бібліотечного інституту, 1951-го перевівся до Літературного інституту ім. А. М. Горького (закінчив 1954-го). Згодом працює журналістом у Курську та Брянську. У 1955-му став редактором абхазького відділення Держвидаву.
Друкуватися почав 1952 року. Регулярно публікував вірші у журналі «Літературна Абхазія». Перший збірник віршів «Гірські стежки» (Горные тропы) вийшов у Сухумі 1957 року. Далі були видані «Доброта землі» (1959), «Зелений дощ» (1960), «Діти Чорномор'я» (1961), «Молодість моря» (1964). З 1962-го року твори письменника починає публікувати журнал «Юність». В 1966 з цих розповідей автор формує першу книжку «Заборонений плід» (Запретный плод).
По-справжньому широку популярність Фазілю Іскандеру приніс роман «Сузір'я Козлотура» (Созвездие Козлотура) (1966) — гротескний сатирико-фантастичний твір, що викриває типові явища радянських часів: чергові «починання» і «рекорди», та розповідає про Абхазьке село, якому для збільшення продуктивності наказано негайно розпочати схрещення козла з туром. Незвичайний сплав літературного етнографізму, різнопланового гумору, «камерного» ліризму та соціально-політичного викриття, який яскраво проявляється у цій повісті характерний і для інших творів письменника. Найхарактернішим авторським стилем виділяється ряд розповідей, наголовніша з яких  «Сандро з Чегема» (1973—1988), про народного героя Сандро. Герой претендує на роль, споріднену образам Тіля Уленшпігеля та Ходжі Насреддіна — дотепника та мудреця, виразника національного характеру. Проблема катастрофічної розбіжності патріархального світу національної «окраїни» та радянської «метрополії» з її політичним та економічним диктатом висвічується також в «дитячих», просякнутих, як і вся творчість Іскандера, автобіографічно-мемуарними мотивами, повістях та оповіданнях про Чіка («День Чіка» (1971), «Захист Чіка» (1983)).
В 1979-му для альманаху «Метрополь» письменник видав сатиру «Маленький гігант великого сексу». Великий успіх отримала повість-казка у дусі та стилістиці світової антиутопії ХХ ст. «Кролі та удави» (Кролики и удавы). 1993-го року виходить у світ роман «Людина та її околиці» (Человек и его окрестности). 1995-го публікується оповідання «Софічка».
Сюжет багатьох книг Фазіля Абдуловича розгортається у селі Чегем, де автор провів своє дитинство.

## Сім'я
Одружений з 1960 року. Дружина — поетеса Антоніна Хлєбнікова (Іскандер). Діти — син і дочка. Навесні 2011 р. — з нагоди відзначення золотого весілля — Фазіль та Антоніна Іскандер випустили спільну книгу віршів «Сніг і виноград» (рос. Снег и виноград).

## Нагороди та премії
- Державна премія СРСР (1989) — за роман  «Сандро з Чегема»[ru]
- Пушкінська премія (1993)
- Державна премія Російської Федерації (Государственная премия Российской Федерации) (1994)
- Премія «Тріумф» (1999)
- Орден «Честь і слава» (Абхазія) 1-го ступеня (18 червня 2002)
- Орден За заслуги перед Батьківщиною III ступеня (Орден «За заслуги перед Отечеством») (2004)
- Орден За заслуги перед Батьківщиною IV ступеня (2009)

## Фільмографія
- 1969 — «Час щасливих знахідок» (Время счастливых находок) — автор сценарію
- 1984 — «Сніг у вересні» — за оповіданням «Заїра»
- 1986 — «Чегемський детектив» — автор сценарію
- 1989 — «Злодії в законі» (Воры в законе) — за мотивами оповідань «Бармен Адгур» «Чегемська Кармен»
- 1989 — «Свято очікування свята» — за мотивами творів Фазіля Іскандера
- 1989 — «Сузір'я Козлотура» — за мотивами творів Фазіля Іскандера
- 1989 — «Бенкети Вальтасара» (Пиры Валтасара)— за мотивами розділу «Бенкети Вальтасара» з роману «Сандро з Чегема»
- 1991 — «Розлучимося — поки хороші» (Расстанемся — пока хорошие) — за мотивами оповідання «Дудка старого Хасана»
- 1992 — «Маленький гігант великого сексу» — за мотивами повісті «О, Марат»
- 2016 — «Софічка» — за мотивами однойменної повісті